# 松平忠定
松平忠定（?—?），日本戰國時代的武將。深溝松平家初代當主。父親是五井松平家初代當主松平忠景。妻子是岩津松平家當主松平親長的女兒。

## 生平
生年不詳，家中次男。大永4年（1524年），兄長元心受松平長親之命，攻滅額田郡深溝城城主大場景紀，並奪去深溝城。受哥哥讓予戰功，於是建立深溝松平家。一說指在奪去深溝城時，與大場景紀的家臣稻吉惣助共謀，毒殺大場景紀。根據島原市的本光寺的記錄，與岩津松平親長的女兒結婚，並受讓其所領而建立深溝松平家，真偽不明。
非常長壽，一說享年66歲。首塚（前本光寺）在愛知縣額田郡幸田町深溝，不過因為不是戰死，被認為實際上並沒有埋下首級。另外，墓所（首塚）旁邊是兒子好景的墓（首塚），而好景是戰死，所以被認為首級被埋在該地。兒子除了好景之外，還有定政，成為保母松平家的家祖。愛知縣岡崎市保母町的保母城被認為與深溝松平家有很深關係。

## 外部連結
- 三代松平信光から分かれた松平一族 （页面存档备份，存于）